# Rosice
Rosice (tjekkisk udtale: [ˈrosɪtsɛ] ; tysk: Rossitz) er en by i  Brno-venkov (Brno landdistrikt)  i regionen Sydmæhren  i Tjekkiet med omkring 6.700 indbyggere.

## Geografi
Rosice ligger omkring 18 km sydvest for Brno i Boskovice-furen. Bobrava-floden løber gennem byen.

## Historie
Den første skriftlige omtale af Rosice er fra 1259. De mest fremtrædende ejere af godset var Zierotinerne, som erhvervede det i 1562 og byggede et slot her. I 1907 blev Rosice forfremmet til en by af Franz Joseph 1. af Østrig.

## Seværdigheder
Rosice Slot er byens vigtigste seværdighed. Det blev bygget i renæssancestil i 1570–1579 og erstattede en gotisk middelalderborg fra det 13. århundrede. Det er omgivet af en stor park. I dag er en del af slottet åben for offentligheden, og en anden del rummer et bibliotek og et kulturcenter.
Sognekirken Saint Martin er den ældste bygning i Rosice. De romanske vinduer i det 34 meter høje tårn indikerer, at bygningen sandsynligvis stammer fra det 12. århundrede. Den blev genopbygget flere gange. Den har et gotisk kapel og et renæssancekapel. Interiøret har haft sit nuværende udseende siden 1700-tallet.